# Mouldsworth
Mouldsworth is een civil parish in het bestuurlijke gebied Cheshire West and Chester, in het Engelse graafschap Cheshire met 327 inwoners.